# Slaget om Beijing-Tianjin
Slaget om Beijing-Tianjin (25. – 31. juli 1937) var en række slag i den 2. kinesisk-japanske krig, som blev udkæmpet i omegnen af Beijing og Tianjin. De endte med japansk sejr.

## Baggrund
Under Episoden på Marco-Polo-Broen den 8. juli 1937 angreb den japanske hær i Kina den muromkransede by Wanping (宛平鎮) efter at et ultimatum var udløbet om at tillade dens styrker at gennemsøge området efter en savnet soldat. Wanping, i nærheden af Lugou Bridge, der lå på hovedjernbanelinjen fra Beijing og var af betydelig strategisk betydning. Inden juli 1937 havde japanske styrker gentagne gange forlangt tilbagetrækning af de kinesiske styrker, som var stationeret her.
Den kinesiske general Song Zheyuan beordrede sine styrker til at holde deres stillinger og forsøgte at undgå krig ved hjælp af diplomati.
Den 9. juli tilbød japanerne våbenhvile. En af betingelserne var, at den kinesiske 37. division, som havde vist sig at være fjendtlig mod Japan, blev udskiftet med en anden division fra den kinesiske 29. armé. Betingelsen blev accepteret af kineserne samme dag; men fra midnat den 9. juli voksede de japanske overtrædelser af våbenhvilen, og japanske forstærkninger fortsatte med at ankomme. Generalløjtnant Kanichiro Tashiro lederen af de stedlige japanske styrker døde den 12. juli, han blev udskiftet med generalløjtnant Kiyoshi Katsuki.

## Diplomatiske manøvrer
D. 8. juli afholdt den civile japanske regering under premierminister Konoe et ekstraordinært kabinetsmøde i Tokyo og besluttede at forsøge at mindske spændingerne og løse sagen diplomatisk. Den japanske generalstab gav imidlertid tilladelse til indsættelse af en infanteridivision fra Chosen Armeen, to uafhængige brigader fra Kwangtung armeen og et luftregiment som forstærkning. Denne indsats blev trukket tilbage den 11. juli efter nyheden om, at der blev forhandlet mellem lederen af den Japanske armé i Nordkina og den kinesiske 29. armé på stedet samt med japanske diplomater i den kinesiske hovedstad Nanjing. Selv efter at general Song Zheyuan, lederen af 29. armé, og lederen af Hebei-Chahar politiske råd, var nået til enighed den 17. juli, fortsatte den japanske hær med at indsætte forstærkninger begrundet med manglende oprigtighed fra den kinesiske centralregering. General Kanji Ishihara var en kraftig modstander af denne mobilisering, da en unødig optrapning af konflikten med Kina var en trussel mod Japans stilling i Manchukuo overfor Sovjetunionen. Efter pres fra Ishihara blev indsættelsen udskudt, mens Konoe benyttede sine personlige kontakter til japanske bekendte af Sun Yat-sen i et forsøg på at skabe en direkte diplomatisk løsning med Kuomintang centralregeringen i Nanjing. Dette hemmelige diplomati slog fejl, da elementer idet japanske militær tilbageholdt Konoes udsending den 23. juli, og mobiliseringen af forstærkninger blev genoptaget den 29. juli.
En uge senere rapporterede lederen af den Japanske armé i Nordkina, at efter at have udtømt alle muligheder for en fredelig løsning havde han besluttet at bruge magt for "tugte" den 29. kinesiske armé og anmodede om godkendelse fra Tokyo. I mellemtiden var der udstedt mobiliseringsordre til yderligere fire infanteridivisioner.

## Langfang episoden
Trods en våbenhvile fortsatte talrige overtrædelser som en beskydning af Wanping fra japansk artilleri den 14. juli.
Den 25. juli var japanske forstærkninger i form af 20. division ankommet, og kampene blussede op igen, først ved Langfang, en by ved jernbanen mellem Beijing og Tianjin, mellem kompagnier af japanske og kinesiske tropper. Så forsøgte en japansk brigade den 26. juli at trænge gennem Guanghuamen porten i Beijing for at "beskytte japanske statsborgere". Samme dag bombede japanske fly Langfang.
Derpå fremsatte japanerne et ultimatum overfor general Sung med krav om tilbagetrækning af alle kinesiske styrker fra omegnen af Beijing til vest for Yungdingfloden inden 24 timer. Sung afslog, gav sine tropper ordre til at forberede sig på kamp og rekvirerede store forstærkninger fra centralregeringen, som ikke blev imødekommet.
Den 27. juli, mens japanerne belejrede de kinesiske styrker i Tungchow, brød en kinesisk bataljon ud og faldt tilbage til Nanyuan. Japanske fly bombarderede også kinesiske styrker udenfor Beijing og rekognoscerede Kaifeng, Zhengzhou og Luoyang.
Den 28. juli indledte den 20. japanske division og tre uafhængige kombinerede brigader en offensiv mod Beijing med tæt luftstøtte. Hovedangrebet blev sat ind mod Nanyuan og et sekundært angreb mod Beiyuan. Hårde kampe fulgte, hvor både general Tong Linge vicechefen for den kinesiske 29. arme og general Zhao Dengyu lederen af 132. division blev dræbt, og deres enheder led store tab. En brigade af 38. kinesiske division under general Liu Chen-san trængte japanerne tilbage i Langfang-området og en brigade fra det kinesiske 53. Korps og en del af 37. kinesiske division generobrede jernbanestationen i Fengtai.
Det var kun en midlertidig udsættelse, og om aftenen indrømmede general Sung, at yderligere kamp var nytteløs og trak hovedparten af den 29. kinesiske armé tiltage til syd for Yungging floden. Borgmesteren i Tianjin general Zhang Zizhong blev efterladt i Beijing for at overtage ledelsen af de politiske forhold i Hebei og Chahar provinserne stort set uden soldater. General Liu Ruzhens nye selvstændige 29. brigade blev efterladt i Beijing for at opretholde den offentlige ro.

## Tungchow episoden
Den 29. juli gjorde kollaboratørerne i Øst Hopei hæren oprør mod japanerne i Tungchow og dræbte hovedparten af deres japanske rådgivere og andre civile.

## Tianjins fald
I mellemtiden angreb den japanske 5. division og japanske flådestyrker om morgenen den 29. juli hver for sig Tianjin og havnen ved Tanggu, som blev forsvaret af enheder fra den 38. division og frivillige under den fungerende kommandant Liu Wen-tien. General Huang Wei-kangs brigade forsvarede Taku Forterne bravt, angreb en nærliggende japansk flyveplads og ødelagde mange fly. I takt med at japanerne fik flere forstærkninger blev hans stilling umulig at holde, og om natten den 30. juli blev general Zhang Zizhong beordret til at trække sig tilbage mod Machang og Yangliuching syd for Tianjin og overgive byen og Taku Forterne til japanerne.

## Beijings fald
Den 28. juli gav Chiang Kai-shek Song Zheyuan ordre til at trække sig tilbage til Paoting i det sydlige af Hebei provinsen. I de næste to dage var der intense kampe i Tianjin, hvor de kinesiske styrker ydede hård modstand, men til sidst trak kineserne sig mod syd langs Tientsin-Pukow jernbanen og Peiping-Hankow jernbanen.
Den 4. august trak general Liu Ruzhens tilbageværende tropper sig ind i Chahar. Hermed var Beijing afskåret og blev erobret af japanerne uden yderligere modstand den 8. august 1937. General Masakazu Kawabe marcherede ind i byen den 18. august ved en militærparade og hængte proklamationer op på vigtige punkter, hvor han annoncerede, at han var den nye militærguvernør i byen. Zhang beholdt sin stilling som borgmester, men forlod byen i hemmelighed en uge senere.

## Efterspil
Efter at Beijing og Tianjin var faldet, var den nordkinesiske slette hjælpeløs overfor de japanske divisioner, som besatte den frem til årets slutning. Den kinesiske hær var på stadigt tilbagetog til det hårde Slaget om Tai'erzhuang.
Zhang blev nådesløst fordømt i de kinesiske aviser og hængt ud som forræder. Efter ankomsten til Nanjing gav han en offentlig undskyldning. Da han senere døde i kamp mod japanerne, benådede Kuomintang ham posthumt for hændelserne i Beijing.

## Eksterne kilder
- Diskussion og kort over Peiking Tientsin Operationen
- International Military Tribunal Proceedings